# Roger Gaudry
 (mars 2011).
Si vous disposez d'ouvrages ou d'articles de référence ou si vous connaissez des sites web de qualité traitant du thème abordé ici, merci de compléter l'article en donnant les références utiles à sa vérifiabilité et en les liant à la section « Notes et références ».
Pour les articles homonymes, voir Gaudry.
Roger Gaudry (né le 15 décembre 1913 et mort le 7 octobre 2001) est un chimiste, chercheur et professeur québécois. Il est recteur de l'Université de Montréal de 1965 à 1975.

## Biographie
Il commence ses études universitaires à la Faculté des sciences de l'Université Laval et y obtient son baccalauréat en sciences appliquées en 1937. Il poursuit ensuite ses études de doctorat en chimie organique à l'Université d'Oxford où il fera de la recherche pendant deux ans, grâce à la Bourse Rhodes. À son retour au Québec, il est nommé chargé de cours de chimie à la Faculté de médecine de l'Université Laval où il devient professeur agrégé en 1945, puis professeur titulaire en 1950. Il enseigne jusqu'en 1954 et devient ensuite directeur d'un grand laboratoire de recherche pharmaceutique pour l'entreprise Ayerst, McKenna et Harrison.
En 1965, il devient le premier recteur laïc de l'Université de Montréal et il occupera ce poste jusqu'en 1975. Durant ces dix années, il contribue à amener l'Université de Montréal vers la modernité par une réorganisation de son administration. Le 12 août 1967, il adopte une nouvelle charte écrite par une commission composée d'étudiants, de professeurs, de diplômés et d'administrateurs qui priorise l'enseignement supérieur et la recherche et qui ne contient plus les principes catholiques présents dans l'ancienne charte,. Cette nouvelle charte provoque la création de trois nouvelles unités administratives (le Conseil, l'Assemblée universitaire et la Commission des études) et met fin à la participation de Rome dans la nomination du recteur. Il est également responsable de la création, en 1972, de la Faculté des Arts et des Sciences (FAS) ainsi que de la Faculté des études supérieures (FES),.
Après son décès en 2001, il est enterré au cimetière Notre-Dame-des-Neiges, à Montréal.
En 2003, le pavillon principal de l'Université de Montréal est nommé « Pavillon Roger-Gaudry » en son honneur.

## Honneurs
- Boursier Rhodes de l'Université d'Oxford
- Prix de la Société royale du Canada (1958)
- Prix Léo-Pariseau de l'Association francophone pour le savoir (ACFAS).
- Compagnon de l'Ordre du Canada, (1968)
- Grand officier de l'Ordre national du Québec, (1992)